# هيرويوشي أوهاشي
هيرويوشي أوهاشي (باليابانية: 大橋広好؛ بالكانا: おおはし ひろよし) هو عالم نبات ياباني، ولد في 1936 في سايتاما في اليابان.